# Lopheros aritai
Lopheros aritai là một loài bọ cánh cứng trong họ Lycidae. Loài này được Sato & Ohbayashi miêu tả khoa học năm 1968.